# Kaltleimetikettiermaschine

Karussell-Etikettiermaschine

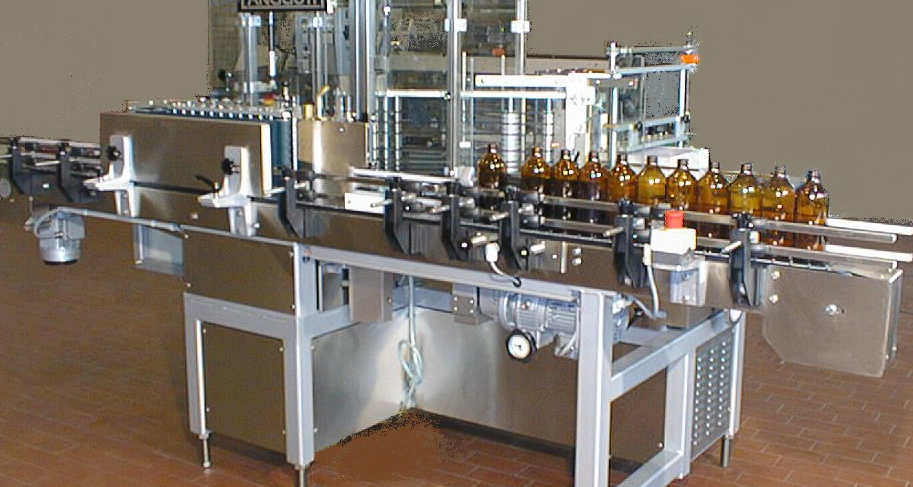
Geradeausläufer mit einseitiger Etikettierung

Die Aufgabe einer Kaltleimetikettiermaschine besteht im Aufbringen von Einzelblatt-Etiketten auf viele Arten von Behältnissen. Wichtige Anwendungsgebiete sind in der Getränke-, Lebensmittel- und Chemieindustrie zu finden. In automatisierten Produktionslinien werden 1.000 bis 60.000 Behälter pro Stunde verarbeitet. Grundsätzlich wird bei Etikettiermaschinen zwischen Geradeaus- und Rundläufer unterschieden. In einer Rundläufermaschine werden die Gebinde in einem rotierenden Karussell transportiert und dabei mit einem oder mehreren Etiketten versehen. In einer Geradeausläufermaschine werden die Gebinde mit Hilfe eines Transporteurs mit einer linearen Bewegung durch die Maschine befördert. Die Etikettenapplizierung erfolgt ein- oder beidseitig. Die Kaltleimetikettiermaschinen können mit anderen Etikettiersystemen wie z. B. der Heißleim- oder Haftetikettierung kombiniert werden.

## Etiketten

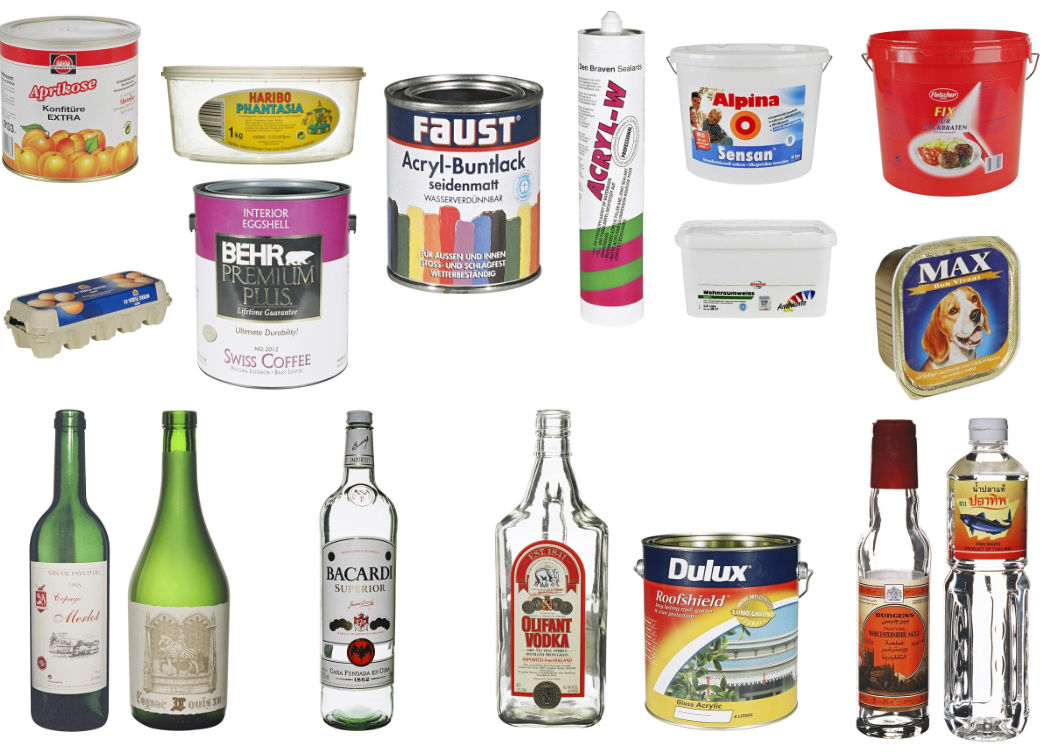
Anwendungsbeispiel: Mittels Kaltleimetikettierung etikettierte Produkte

Früher wurden Etiketten lediglich als Auszeichnungszettel zur Kennzeichnung von Waren angesehen, heute gelten sie als die Visitenkarte des Produktes. Nicht selten trägt das Etikettendesign maßgeblich zu wirtschaftlichem Erfolg oder Misserfolg eines Unternehmens bei. Überwiegend werden mit der Kaltleimetikettierung Papieretiketten verarbeitet,. Aluminium-Halsfolien können ebenso mit diesem Verfahren aufgebracht werden. Papieretiketten bestehen aus speziellem Etikettenpapier mit einem Flächengewicht von ca. 65 bis 85 g/m² zuzüglich Bedruckung, Lackierung oder Metallisierung. Neben vielen anderen Faktoren ist der Faserlauf, also die Laufrichtung des Papiers bei der Herstellung, für die Etikettierung von großer Wichtigkeit. Betrachtet man ein auf eine Flasche aufgebrachtes Etikett, muss der Faserlauf grundsätzlich quer zur Flaschenachse liegen, um einem Abrollen der Etikettenränder vorzubeugen. Da der Faserlauf optisch nicht erkennbar ist, bedarf es eines einfachen Prüfverfahrens. Wird ein Papier angefeuchtet, so rollt es sich immer parallel zur Faserlaufrichtung. Dieser Eigenschaft von Papier muss daher zwingend bei der Bedruckung Rechnung getragen werden.

## Klebstoff

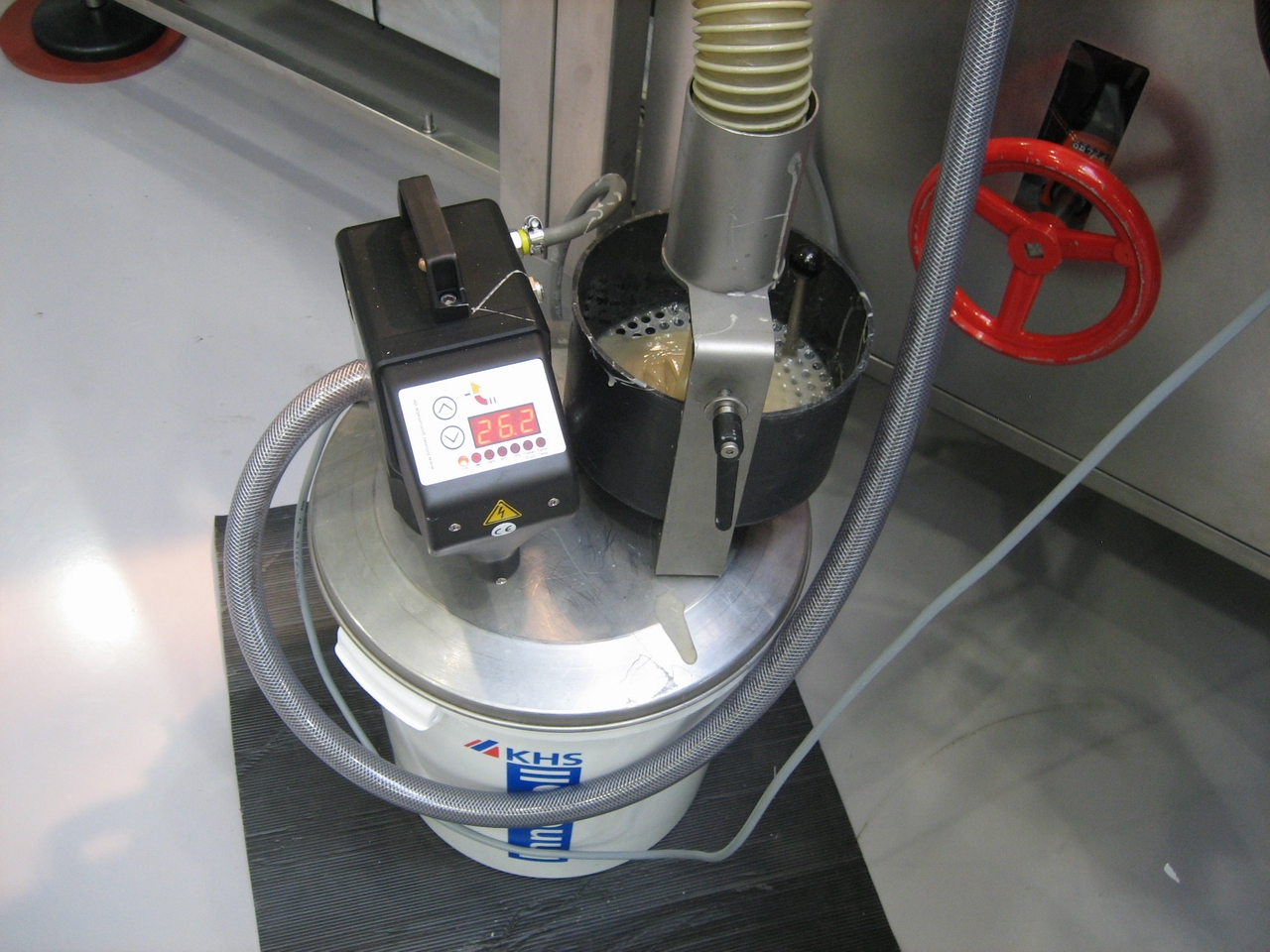
Leimförderung mit pneumatischer Pumpe

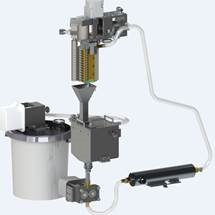
Zweifacher Leimkreislauf mit motorischen Zahnradpumpen

Der Klebstoff hat die Aufgabe ein Etikett dauerhaft mit einem Behältnis, beispielsweise einer Flasche, zu verkleben bis zur gewollten Ablösung des Etikettes in einer Flaschenreinigungsmaschine. Zur Anwendung kommen Kaseinleime, Stärkeleime oder Dispersionsleime. Die Auswahl des Klebstoffes richtet sich stets nach dem Anwendungsfall und beeinflusst maßgeblich das Etikettierverhalten und darüber auch die Leistung der Etikettiermaschine. Unterschieden wird zwischen Klebstoffen für Glas-, Kunststoff- oder Metalloberflächen, Klebstoffe für eine eiswasserfeste Verklebung, das bedeutet, wird die Flasche beim Konsumenten in Eiswasser gekühlt, darf sich das Etikett in einer vorgegebenen Zeit nicht ablösen. Metallisierte Etiketten benötigen in der Regel einen speziellen Klebstoff, da durch die metallisierte Oberfläche keine Feuchtigkeit das Etikett durchdringen kann. Die Verarbeitungstemperatur der Klebstoffe liegt um 28 °C, sie kann natürlich sorten- bzw. herstellerbedingt um einige Grad nach oben oder unten abweichen. Klebstoff- oder Leimbehältnisse können in Maschinen integriert sein oder stehen separat daneben. Im letzteren Fall wird der Leim mittels Leimpumpe, zumeist mit pneumatischem Antrieb und integrierter Leimheizung, in die Etikettierstation gepumpt. Eine andere Technologie pumpt den Leim mittels motorischen Zahnradpumpen und über einen zweifachen Leimkreislauf in die Etikettierstation.

## Grundmaschine Rundläufer

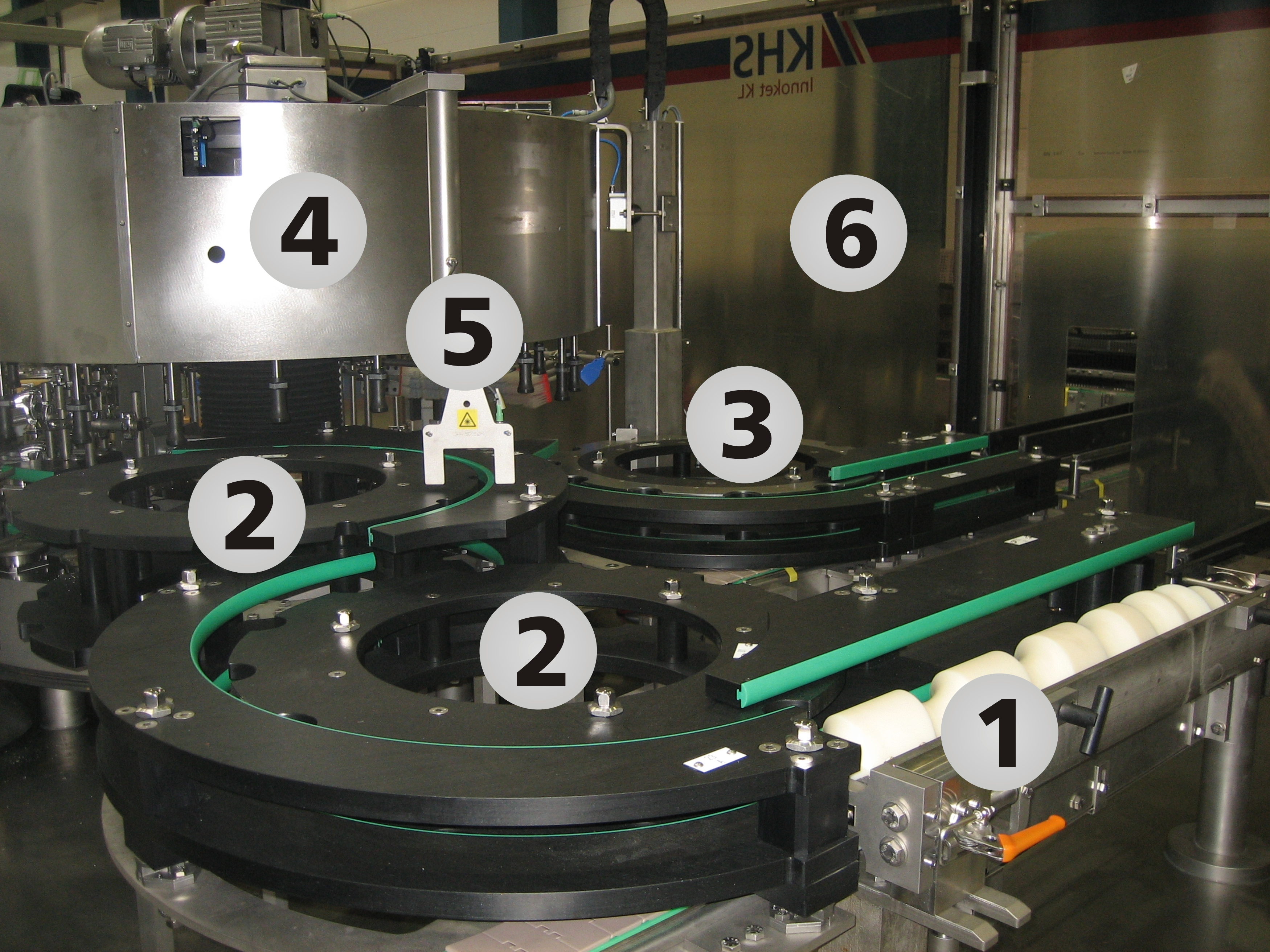
Eine Kaltleimetikettiermaschine, im Vordergrund der Flaschen-Ein- und Auslaufbereich.

Eine Kaltleimetikettiermaschine besteht im Wesentlichen aus einem Maschinentisch mit rotierendem Flaschenträger, einer Einlaufschnecke um die auf Stau ankommenden Behältnisse auf Maschinenteilung zu bringen, den Transfersternen für Zu- und Abtransport sowie zumindest einer Etikettierstation. Zum Schutz des Bedienpersonals und zugleich aus Gründen des Lärmschutzes sind die Maschinen zumeist mit Verkleidungselementen eingehaust.
Bildbeschreibung zu Kaltleimetikettiermaschine
- 1: Einlaufschnecke
- 2: Einlaufsterne
- 3: Auslaufstern
- 4: Zentrierhaube
- 5: Einlauflichtschranke
- 6: Maschinenverkleidung

## Grundmaschine Geradeausläufer

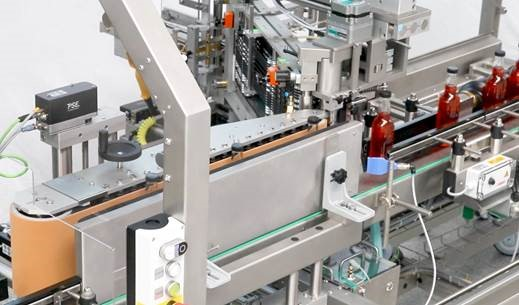
Geradeausläufer mit Einlaufschnecke, Etikettenmagazin und Anrollstation

Eine Kaltleimetikettiermaschine besteht im Wesentlichen aus einem Maschinenrahmen und einem Transporteur sowie aus verschiedenen Funktionselementen wie Eintaktung, Ausrichtung, Andrückelementen und aus einer oder mehreren Etikettierstationen.

## Etikettierstationen

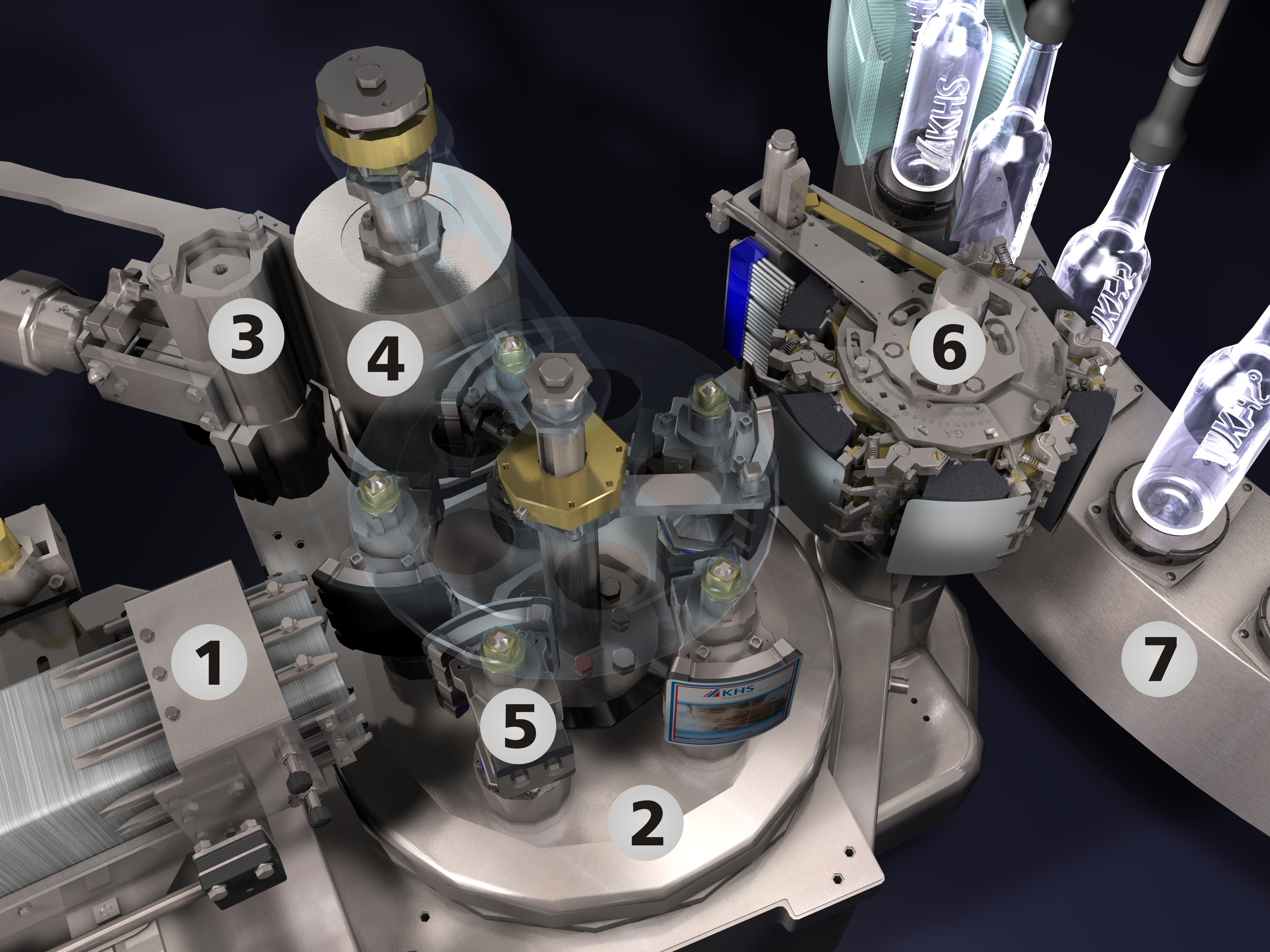
Darstellung einer Kaltleim-Etikettierstation Leimpalette

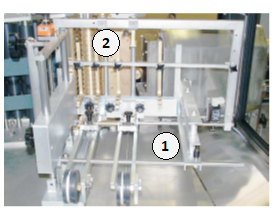
Darstellung einer Kaltleim-Etikettierstation Schwingmagazin

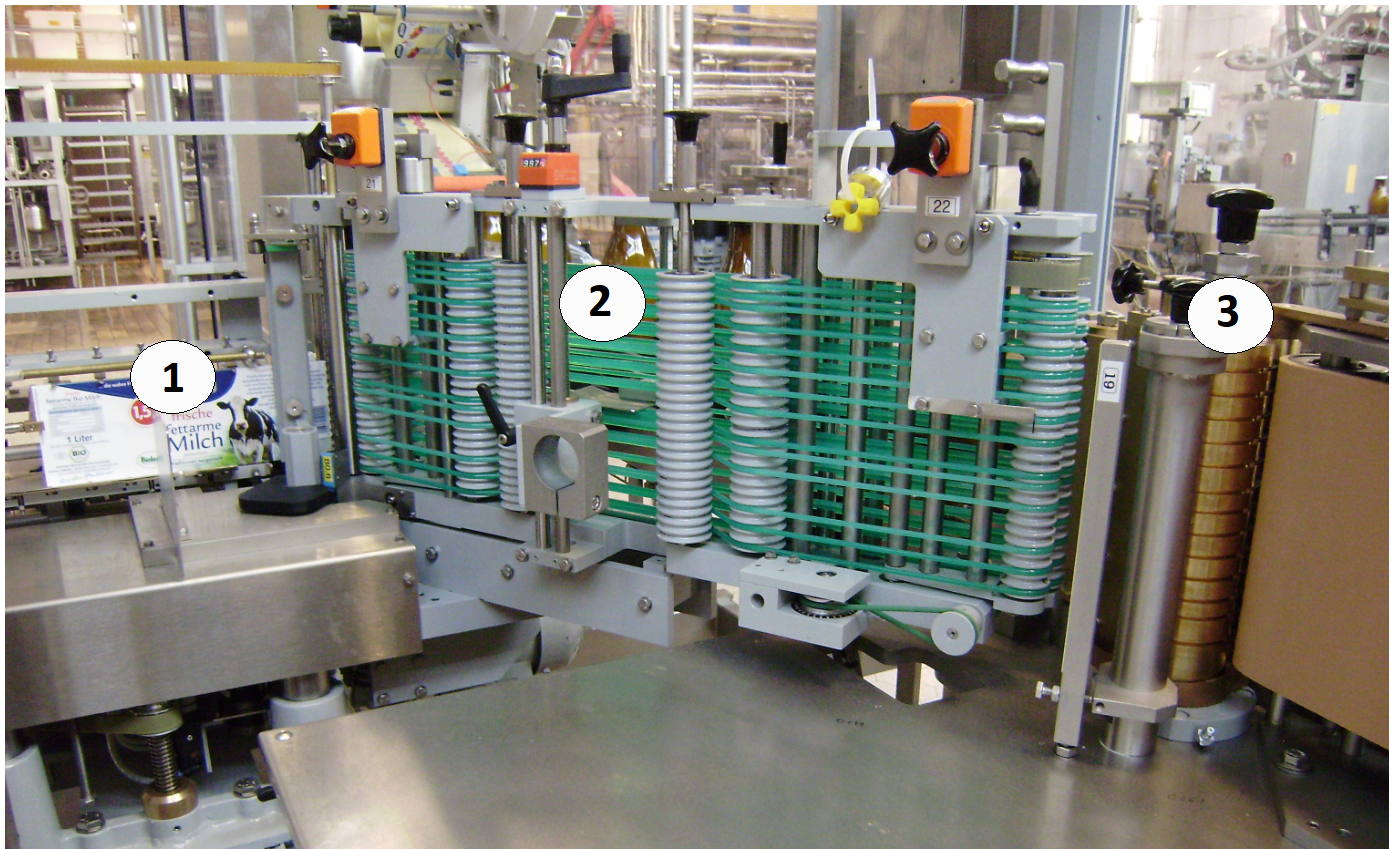
Darstellung einer Kaltleim-Etikettierstation feststehend mit stehender Etikettenbevorratung

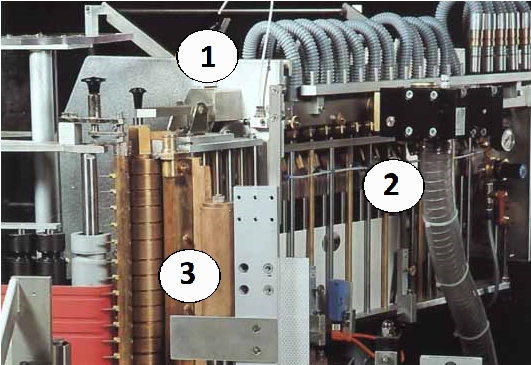
Darstellung einer Kaltleim-Etikettierstation feststehend mit liegender Etikettenbevorratung

In der Industrie werden verschiedene Kaltleim-Etikettierstationen eingesetzt. Dabei unterscheidet wird zwischen Leimpaletten-, Schwing- oder oszillierenden und feststehenden (mit stehender oder liegender Etikettenbevorratung) Magazinsystemen unterschieden. Etikettierstationen können fest in einer Maschine integriert oder als austauschbares Aggregat angekoppelt sein. Im letzteren Fall wird von einer Modulbauweise gesprochen.
Leimpalette
Die Etiketten werden in ein Etikettenmagazin mit der unbedruckten Seite zur Maschine zeigend eingesetzt. Die im Stationskreisel rotierenden Leimsegmente nehmen während einer Vorbeifahrt an der Leimwalze Klebstoff auf, drehen weiter in Richtung Etikettenmagazin, um dort auf einer Länge von ca. 1,5 mm einzutauchen. Hierbei entnehmen sie bei der rückwärtigen Bewegung dem Magazin ein Etikett, da es an der mit Klebstoff überzogenen Oberfläche des Leimsegmentes haften bleibt. Das Leimsegment mit dem nun aufgenommenen Etikett dreht weiter in Richtung Greiferzylinder. Dieser übernimmt das Etikett und transportiert es in Richtung des Flaschenträgers. Am Greiferzylinder befestigte Schwämme drücken das Etikett an das Behältnis. Eine nachfolgende "Bürststrecke" bürstet die Etiketten um Rundungen.
Bildbeschreibung zu Darstellung einer Kaltleim-Etikettierstation Leimpalette
- 1: Etikettkasten mit Etikettenmagazin
- 2: Stationsgehäuse mit den innenliegenden Kurvenbahnen
- 3: Leimschaber/-rakel zur Regulierung der Leimauftragsstärke
- 4: Leimwalze
- 5: Leimsegmente
- 6: Greiferzylinder (in der Darstellung verkehrt)
- 7: Flaschenträger

Schwingmagazin
Die Etikettierstation findet Verwendung in Geradeausläufermaschinen. Die Etikettenstapel werden in ein Etikettenmagazin mit der unbedruckten Seite zur Maschine zeigend eingesetzt. Prinzipiell erfolgt die Etikettenauslösung über einen elektrischen Impuls, der das System in Schwingung bringt. Dabei berührt die unbedruckte Seite des vordersten Etikettes den Leim auf der sogenannten Leimwalze. Mit Hilfe der Klebkraft des Leims und der angetriebenen Leimwalze wird das Etikett aus dem Magazin gezogen, vollständig beleimt und schließlich auf das Gebinde appliziert.
Bildbeschreibung zu Darstellung einer Kaltleim-Etikettierstation Schwingmagazin
- 1: Etikettenmagazin
- 2: Beleimung

Feststehendes Magazin mit stehender Etikettenbevorratung
Die Etikettierstation findet sowohl in Geradeausläufer- als auch Rundläufermaschinen Verwendung. Die Etikettenstapel werden in ein Etikettenmagazin mit der unbedruckten Seite zur Maschine zeigend eingesetzt. Prinzipiell erfolgt die Etikettenauslösung über einen elektrischen Impuls. Mit Hilfe einer Saugleiste wird das Etikett aus dem Magazin gezogen und mittels einer separaten Transportstrecke zur Beleimung gefördert, dort beleimt und anschließend auf das Gebinde appliziert.
Bildbeschreibung zu Darstellung einer Kaltleim-Etikettierstation feststehend mit stehender Etikettenbevorratung
- 1: Etikettenmagazin
- 2: Etikettentransportstrecke
- 3: Beleimung

Feststehendes Magazin mit liegender Etikettenbevorratung
Die Etikettierstation findet Verwendung in Geradeausläufermaschinen, häufig für sehr große Etiketten. Die Etikettenstapel werden in das Etikettenmagazin mit der unbedruckten Seite nach oben eingelegt. Über einen elektrischen Impuls wird die Etikettenvereinzelung angesteuert. Mittels Saugknöpfen wird das oberste Etikett angesogen und in den sogenannten Etikettenschacht befördert. Anschließend bringt eine Etikettentransportstrecke das Etikett zur Leimwalze, an welcher das Etikett beleimt und auf das Gebinde appliziert wird.
Bildbeschreibung zu Darstellung einer Kaltleim-Etikettierstation feststehend mit liegender Etikettenbevorratung
- 1: Etikettenmagazin
- 2: Etikettentransportstrecke
- 3: Beleimung

## Kontrollsysteme
Vielfach werden Kontrollsysteme in Etikettiermaschinen eingesetzt, um das Ergebnis der Etikettierung zu überwachen. Im Regelfall sind diese Systeme mit Ausleitvorrichtungen gekoppelt, die alle Behältnisse mit fehlerhafter Etikettierung ausschleusen. Technisch einfachstes System ist eine Überprüfung der Anwesenheit eines Etikettes. Diese Aufgabe wird abhängig vom Anwendungsfall von einem oder mehreren speziellen Lichttastern erledigt. Aufwendiger und somit auch kostenintensiver ist eine automatische Überprüfung des vorgegebenen Etikettensitzes. Die Position von jedem Etikett wird in der Vorbeifahrt von einer Kamera aufgenommen, an einen Computer mit hoher Rechenleistung weitergeleitet und mit definierten Vorgabewerten verglichen. Dabei kann auch die Etikettenrichtigkeit, z. B. richtige Sprache des Aufdrucks kontrolliert werden. Bei Überschreitung der voreingestellten Toleranzen oder Fehlererkennung beim Aufdruck erfolgt die Ausleitung des Behältnisses.

## Datierung und Serialisierung
Zur Aufbringung von Mindesthaltbarkeitsdatum oder sonstigen Informationen werden in den meisten Anwendungsfällen Laser- oder Tintenstrahldatiersysteme eingesetzt. Heute weniger gebräuchlich sind Etiketten mit aufgedruckten Datumsfeldern, die durch Einritzen entsprechend markiert werden.

## Gebindeausrichtung
Viele Etiketten sollen aus Marketinggesichtspunkten ausgerichtet appliziert werden. Für viele Marken gehört es heute zum gelungenen Markenauftritt, dass das Rundumetikett zum Deckel oder zu einem Embossing ausgerichtet ist. Dazu müssen die Gebinde mit Hilfe von mechanischen oder optischen Geräten erkannt und ausgerichtet werden. Eine mechanische Ausrichtung erfolgt beispielsweise über einen Anschlag, der eine Henkelöse einer Metalldose erkennen kann. Bei Glasflaschen befinden sich häufig Kerben im Flaschenboden für die Ausrichtung. Durch die Drehung des Flaschentellers rastet ein Metallfinger in die Kerbe ein, so dass die Position bekannt ist und die Etiketten anschließend positioniert aufgebracht werden können. Dieses System kann nur bei geringen Leistungen verwendet werden und es wird zwingend eine Kerbe im Boden der Flasche benötigt.  Heutzutage werden oftmals optische System eingesetzt. Diese reichen von einfachen Sensoren bis hin zu komplexen Bildverarbeitungssystemen mittels Kameraerkennung. Zum Teil müssen für eine 360° Abwicklung des Behälters mehrere Kamerabilder zusammengesetzt werden. Über eingelernte Algorithmen werden Bilder verglichen oder durch Bildverarbeitungsoperationen die Position des Gebindes bestimmt. Bei den Sensorsystemen kommen häufig Geräte zur Anwendung, die eindeutige Merkmale wie beispielsweise Schweißnähte, Farbpunkte oder bestimmte Muster erkennen.
Ist die Position bestimmt wird der Soll-Drehwinkel errechnet, damit die Steuerung der Etikettiermaschine die Etikettenauslösung bei Erreichen des Soll-Drehwinkels auslösen kann.

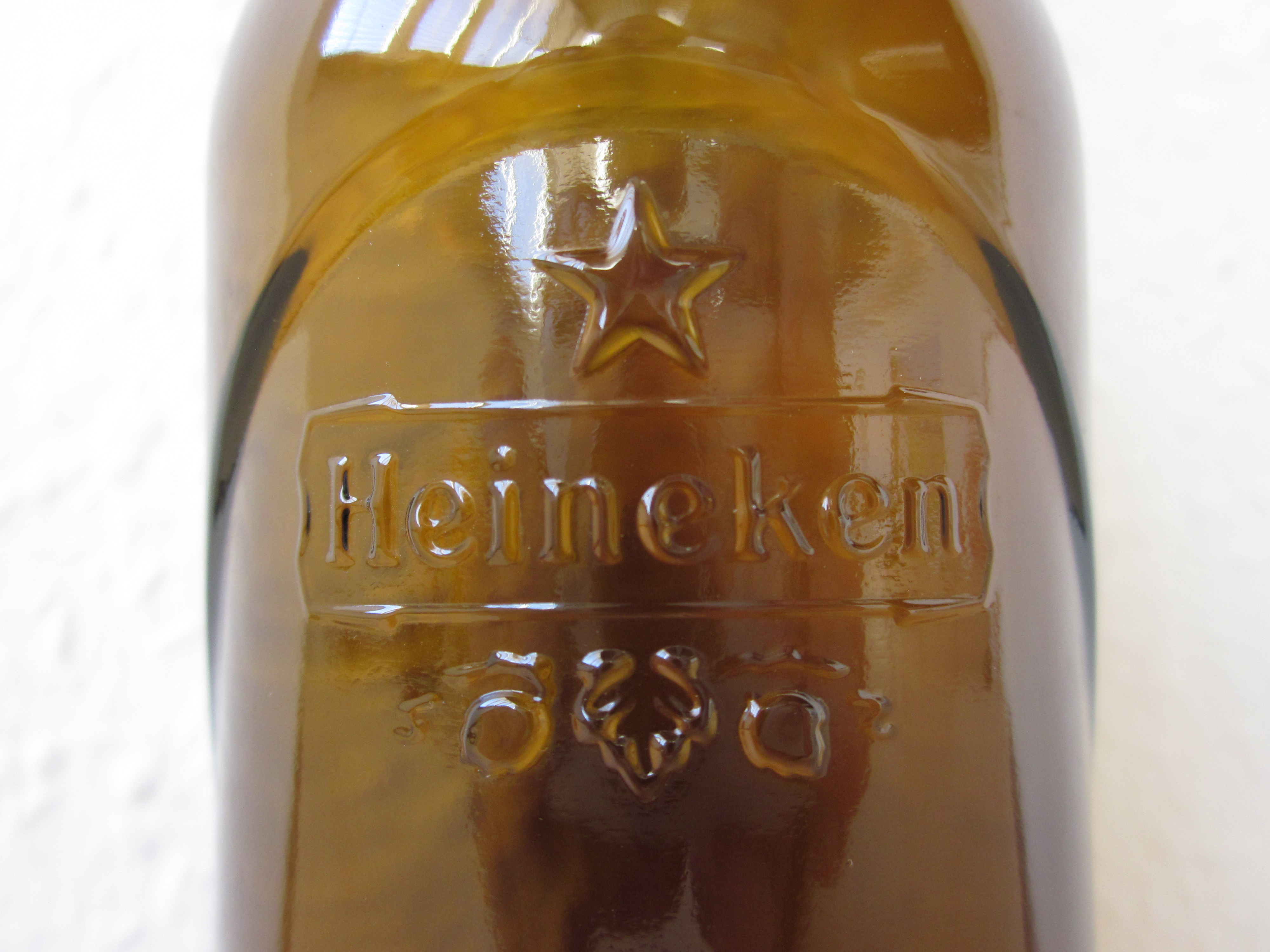
Embossing auf einer Bierflasche
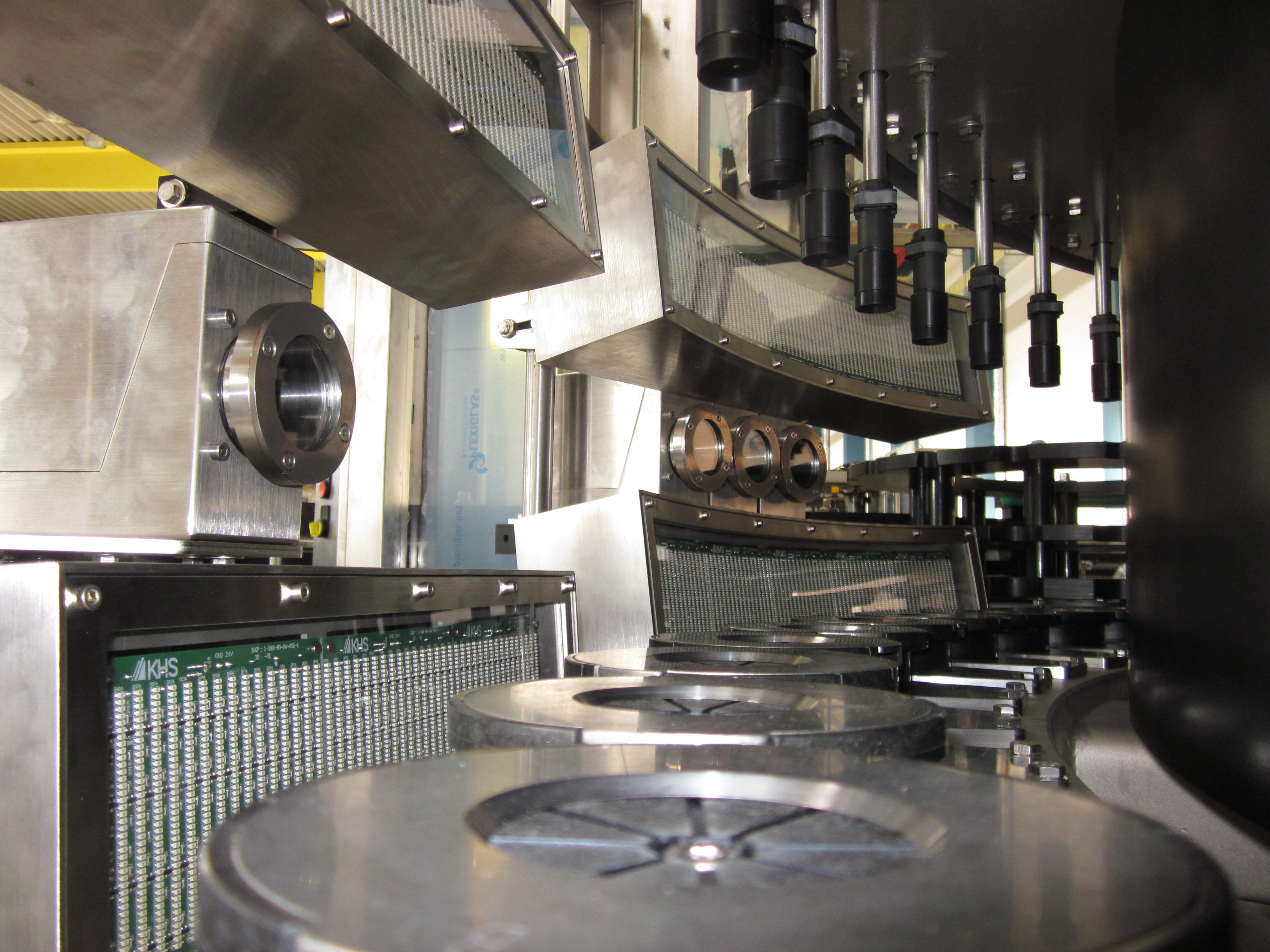
Vier Kameras in einer Kaltleimetikettiermaschine für die Flaschenausrichtung
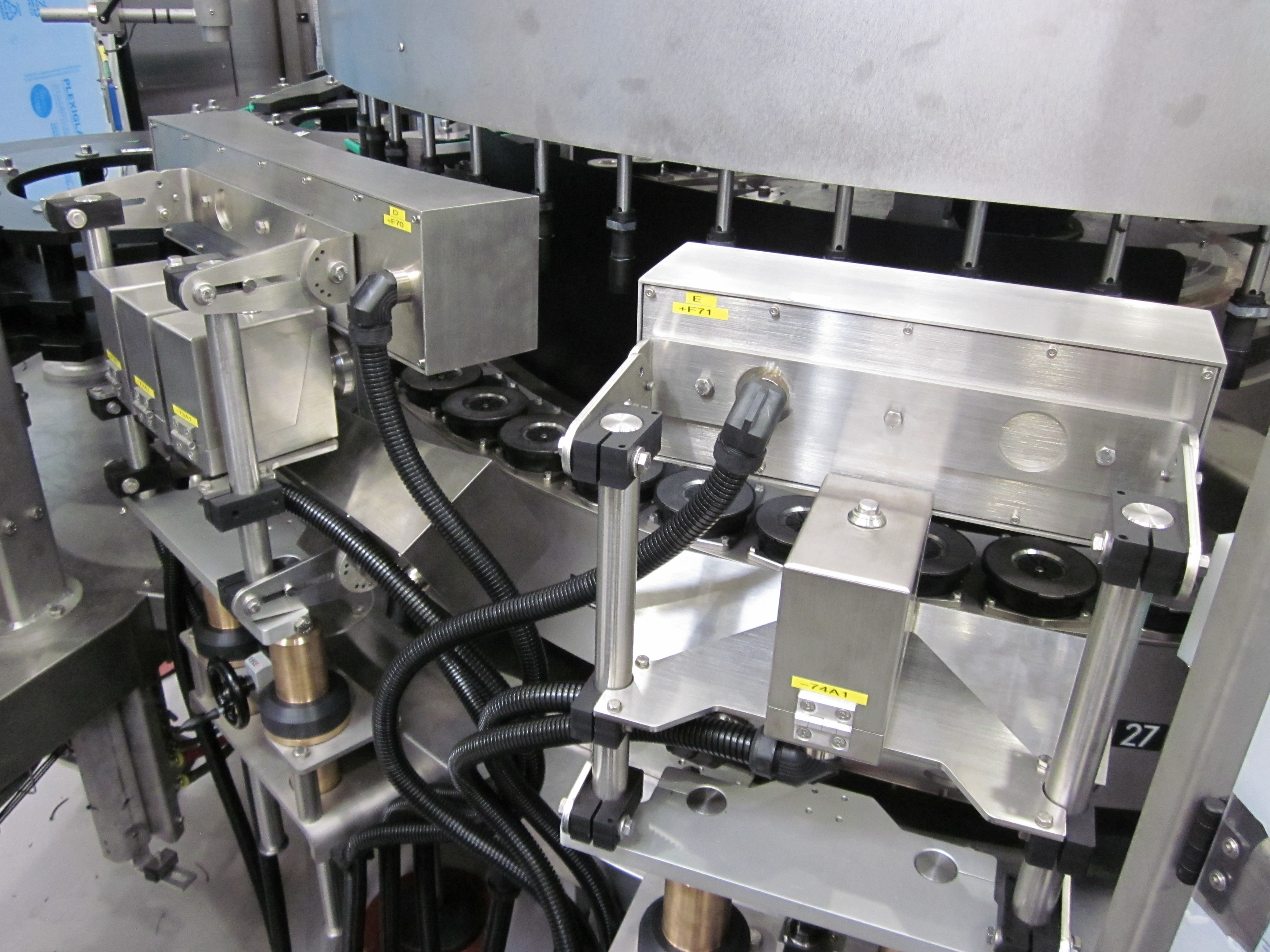
Anordnung der Kamera- und Beleuchtungssysteme am Etikettierkreisel
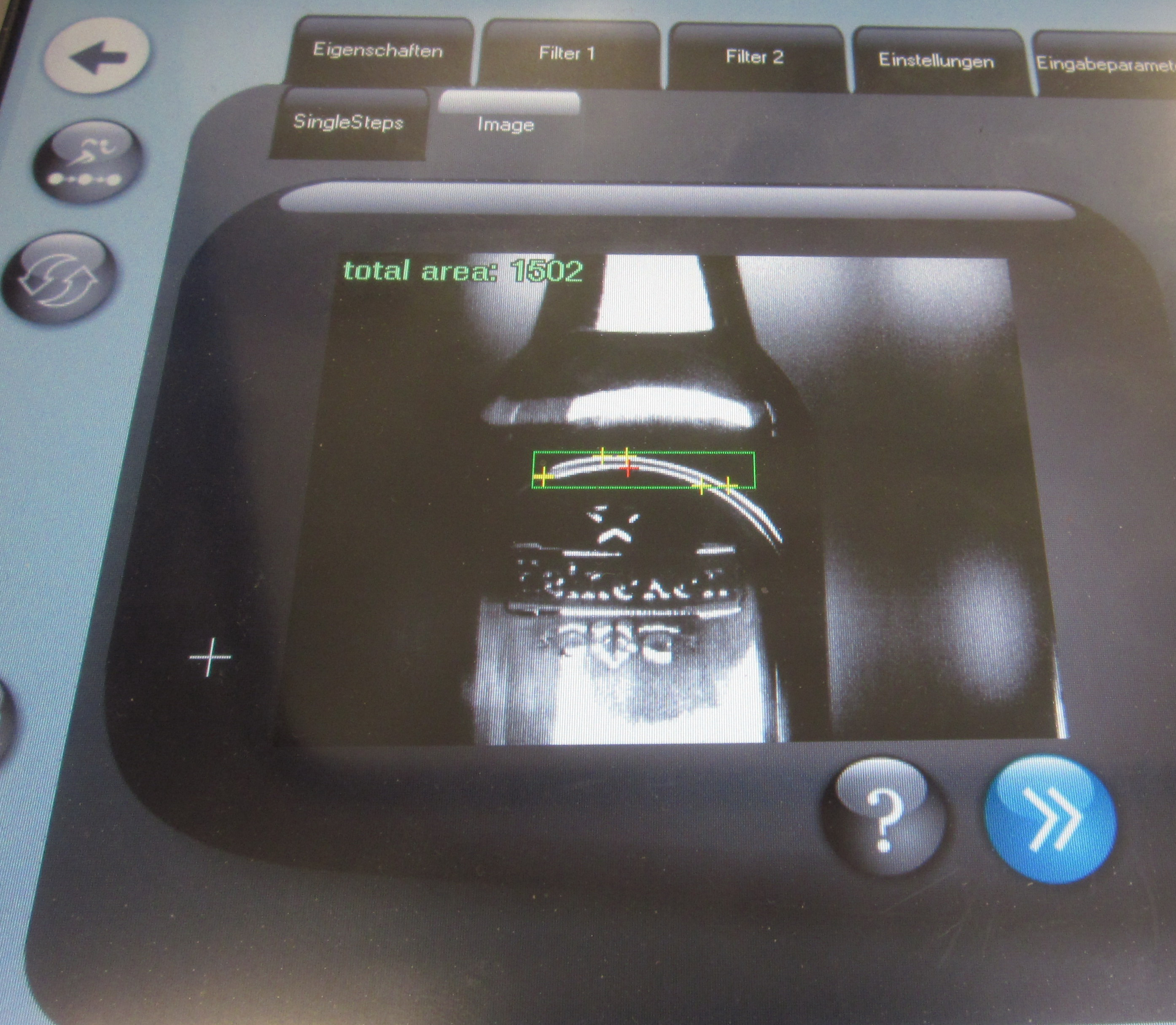
Ausrichtkriterien für eine Bierflasche auf dem Bedienmonitor
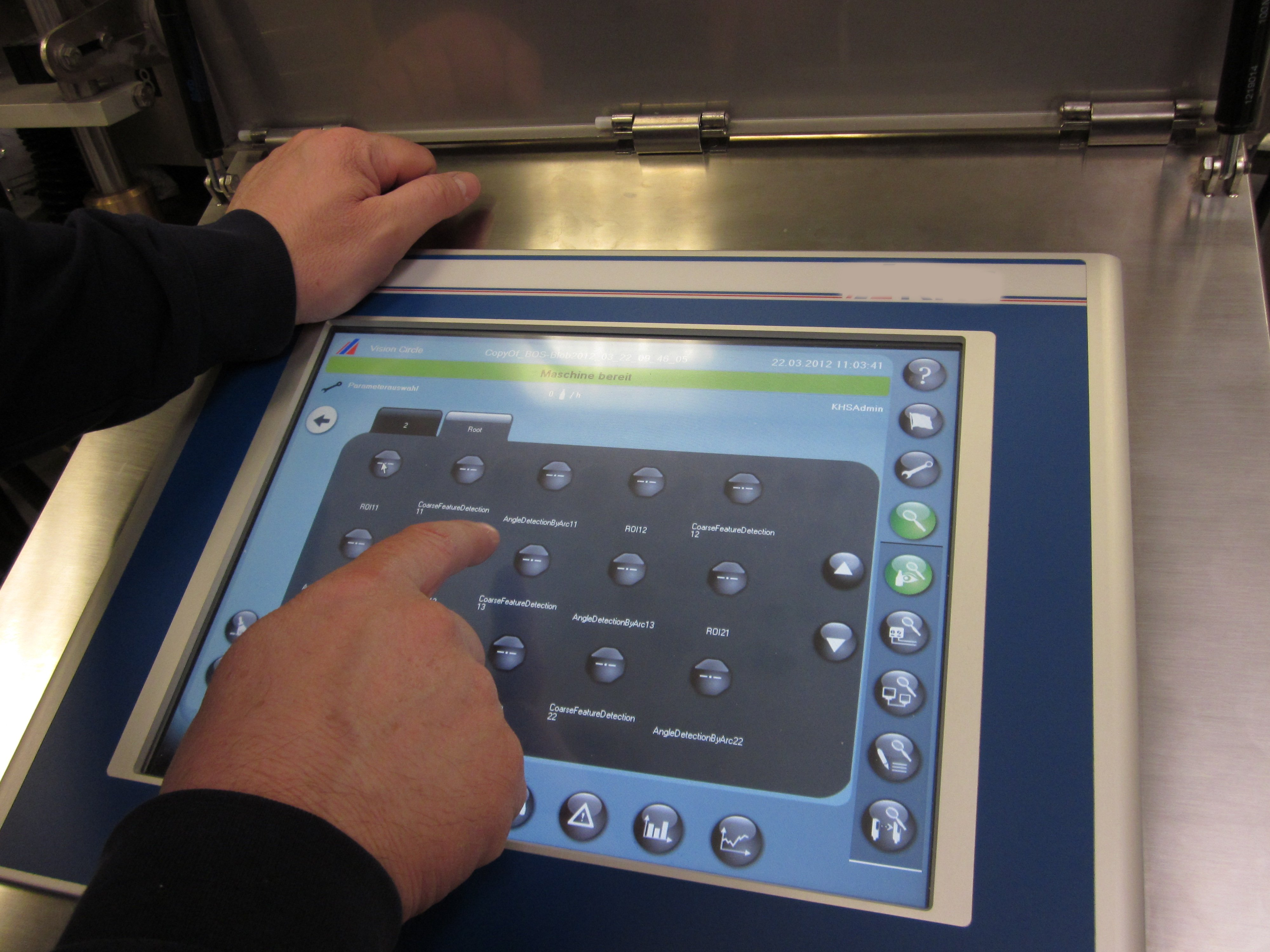
Bedienmonitor einer Flaschenausrichtung
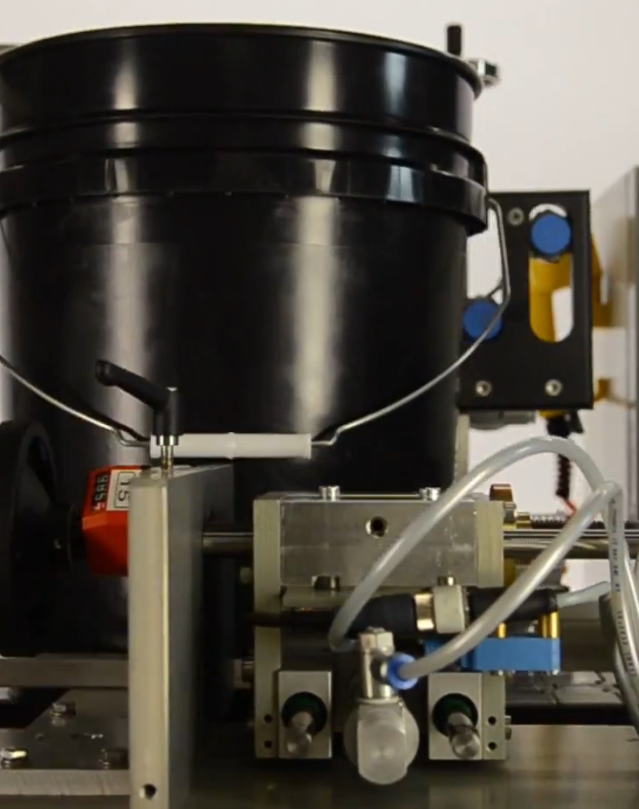
Henkelerkennung und Ausrichtung eines Eimers in einer Kaltleimetikettiermaschine